# Hogyan tudnék élni nélküled? 2.
A Hogyan tudnék élni nélküled? 2. egy 2026-ban bemutatásra kerülő magyar jukebox musical, zenés vígjáték, mely a 2024-es nagy sikerű Hogyan tudnék élni nélküled? folytatása. A filmet Dyga Zsombor rendezi (az első részt rendező Orosz Dénest váltva), Kormos Anett és Goda Krisztina forgatókönyvéből. Az előző részhez hasonlóan, ez a film is Demjén Ferenc slágereire fog építkezni, és a dalokat maguk a szereplők fogják előadni. A 2000-es években játszódó történet egy balatoni esküvő körül fog forogni, melybe értelemszerűen az előző film főszereplői is visszatérnek, köztük Ember Márk, Törőcsik Franciska, Marics Peti, Kirády Marcell, Brasch Bence, Kovács Harmat és Márkus Luca.

## Történet
A Nemzeti Filmintézet hivatalos sajtóközleménye szerint:
"A történet 2000-ben folytatódik: a Kuplung együttes tagjai – Gergő (Ember Márk), Gábor (Marics Péter), Csabi (Kirády Marcell), Eszter (Törőcsik Franciska), Kata (Márkus Luca) és Betti (Kovács Harmat) – egy balatoni esküvőre készülnek. A régi barátok bonyodalmak, félreértések és nagy egymásra találások között ülnek fel újra az érzelmek hullámvasútjára: szerelemre, szakításra, újratalálkozásokra – és persze rengeteg nevetésre lehet számítani."

## Szereplők
- Ember Márk, mint Tatai Gergő
- Marics Peti, mint Gábor
- Kirády Marcell, mint Csabi
- Törőcsik Franciska, mint Eszter
- Márkus Luca, mint Pintér Kata
- Kovács Harmat, mint Betti
- Brasch Bence, mint Major Márton

## Gyártás

### Fejlesztés
A Hogyan tudnék élni nélküled? 2024. december 12-én került a hazai mozikba, és néhány hónap alatt hatalmas sikereket és nézőszámokat generált, amivel kiharcolta magának a rendszerváltás óta a legnézettebb magyar film címét. 2025 augusztusi adatok alapján már túl van a film az 1 millió eladott jegyen. Kirády Attila producer elmondása alapján magától értetődő volt a folytatás elkészítése, a nagy rajongói támogatás és szeretet miatt. A folytatást hivatalosan júliusban jelentették be, de már tavasszal érkeztek hírek, hogy Goda Krisztina és Kormos Anett dolgoznak a második film forgatókönyvén (munka címe: Mindig ugyanúgy). 

### Forgatás
A film forgatása 2025. augusztus 11-én indult Balatonföldváron, és várhatóan 40 napig fog tartani. Legkésőbb szeptember végén- október elején érhet véget a forgatás.

## Bemutató
A filmet várhatóan 2026-ban fogják a mozik műsoraira tűzni. Az előző film munkálataihoz mérve körülbelül tavasz tájékán.